# Exoprosopa litoralis
Exoprosopa litoralis är en tvåvingeart som beskrevs av Hesse 1956. Exoprosopa litoralis ingår i släktet Exoprosopa och familjen svävflugor. Inga underarter finns listade i Catalogue of Life.